# Rlogin
Rlogin (Remote Login) es una aplicación TCP/IP que comienza una sesión de terminal remoto sobre el anfitrión especificado como host. El anfitrión remoto debe hacer funcionar un servicio de Rlogind (o demonio) para que el Rlogin conecte con el anfitrión. Utiliza un mecanismo estándar de autorización de los Rhosts. Cuando no se especifica ningún nombre de usuario ni con la opción -l ni con la opción username@, Rlogin conecta como el usuario actualmente loggeado. 

## Usuarios
El Rlogin envía realmente dos nombres de usuario al servicio del Rlogind (o al dominio): remuser y locuser.
- El remuser es el nombre con el que se registra al usuario en la máquina cliente (e incluye su dominio o nombre de la máquina). Es llamado remuser por el servidor (o demonio) porque desde el punto de vista del servidor(o demonio), la máquina del cliente es remota. El remuser es el nombre que debe aparecer en el archivo global de hosts.El remuser no se puede fijar por el usuario.

- El locuser es el nombre del usuario que el servidor (o demonio) utiliza para ejecutar el comando en el servidor. Desde el punto de vista del servidor (o demonio), el servidor es la máquina local. Éste es el nombre del usuario con el que estás actualmente conectado o el nombre del usuario incorporado explícitamente en la línea de comando del rlogin.

## Opciones
- - D: elimina errores en los sockets sobre TCP usados para la comunicación con el anfitrión remoto. Esta opción también muestra el locuser y el remuser que son enviados al rlogind.
- - E: detiene cualquier carácter que es reconocido como carácter escape.
- - e char: especifica el carácter que se utilizará como el carácter de escape.
- - l username: especifica un nombre alternativo de usuario para el login remoto. Si no se especifica esta opción, se utiliza su nombre local de usuario.
- - t terminal_type: especifica el tipo terminal. Solamente dos tipos de terminales son soportados actualmente: dumb y ANSI. Por defecto se utiliza ANSI.
- Diagnóstico: los posibles valores del estado de salida son:
  - 0: terminación acertada.
  - > 0: un error ocurrió.

- Datos: Q558564